# NCT (Band)/Diskografie
Diese Diskografie ist eine Übersicht über die musikalischen Werke der südkoreanischen Boygroup NCT und ihrer Untergruppen NCT 127, NCT Dream, NCT U, NCT Wish und WayV. Den Schallplattenauszeichnungen zufolge hat sie bisher mehr als 33,1 Millionen Tonträger verkauft. Ihre erfolgreichste Veröffentlichung ist das Album ISTJ: The 3rd Album mit über 3,7 Millionen verkauften Einheiten.

## Alben

### Studioalben
| Jahr      | Titel Musiklabel                                | Höchstplatzierung, Gesamtwochen, AuszeichnungChartplatzierungen (Jahr, Titel, Musiklabel, Platzierungen, Wochen, Auszeichnungen, Anmerkungen) | Höchstplatzierung, Gesamtwochen, AuszeichnungChartplatzierungen (Jahr, Titel, Musiklabel, Platzierungen, Wochen, Auszeichnungen, Anmerkungen) | Höchstplatzierung, Gesamtwochen, AuszeichnungChartplatzierungen (Jahr, Titel, Musiklabel, Platzierungen, Wochen, Auszeichnungen, Anmerkungen) | Höchstplatzierung, Gesamtwochen, AuszeichnungChartplatzierungen (Jahr, Titel, Musiklabel, Platzierungen, Wochen, Auszeichnungen, Anmerkungen) | Höchstplatzierung, Gesamtwochen, AuszeichnungChartplatzierungen (Jahr, Titel, Musiklabel, Platzierungen, Wochen, Auszeichnungen, Anmerkungen) | Höchstplatzierung, Gesamtwochen, AuszeichnungChartplatzierungen (Jahr, Titel, Musiklabel, Platzierungen, Wochen, Auszeichnungen, Anmerkungen) | Höchstplatzierung, Gesamtwochen, AuszeichnungChartplatzierungen (Jahr, Titel, Musiklabel, Platzierungen, Wochen, Auszeichnungen, Anmerkungen) | Anmerkungen                                                                                    |
| Jahr      | Titel Musiklabel                                | KR | JP | DE | AT | CH | UK | US | Anmerkungen                                                                                    |
| --------- | ----------------------------------------------- | --- | --- | --- | --- | --- | --- | --- | ---------------------------------------------------------------------------------------------- |
| NCT       |                                                 | | | | | | | |                                                                                                |
|           |                                                 | | | | | | | |                                                                                                |
| 2018      | NCT 2018 Empathy SM Entertainment               | KR2 ×2Doppelplatin · (90 Wo.)KR | — | — | — | — | — | — | Erstveröffentlichung: 14. März 2018 Verkäufe: + 500.000                                        |
| 2020      | NCT 2020 Resonance Pt. 1 SM Entertainment       | KR1 Diamant · (24 Wo.)KR | JP2 (4 Wo.)JP | — | — | — | — | US6 (9 Wo.)US | Erstveröffentlichung: 12. Oktober 2020 Verkäufe: + 1.000.000                                   |
| 2020      | NCT 2020 Resonance Pt. 2 SM Entertainment       | KR1 Diamant + Platin (KiT) · (25 Wo.)KR | JP3 (14 Wo.)JP | — | — | — | — | — | Erstveröffentlichung: 23. November 2020 Verkäufe: + 1.250.000                                  |
| 2021      | Universe SM Entertainment                       | KR1 Diamant · (14 Wo.)KR | JP1 (6 Wo.)JP | — | — | — | — | US20 (4 Wo.)US | Erstveröffentlichung: 14. Dezember 2021 Verkäufe: + 1.000.000                                  |
| 2023      | Golden Age SM Entertainment                     | KR1 Diamant · (8 Wo.)KR | JP1 (9 Wo.)JP | — | — | — | — | US66 (1 Wo.)US | Erstveröffentlichung: 28. August 2023 Verkäufe: + 1.000.000                                    |
| NCT 127   |                                                 | | | | | | | |                                                                                                |
|           |                                                 | | | | | | | |                                                                                                |
| 2018      | Regular-Irregular SM Entertainment              | KR1 Platin · (78 Wo.)KR | — | — | — | — | — | US86 (1 Wo.)US | Erstveröffentlichung: 12. Oktober 2018 Verkäufe: + 250.000                                     |
| 2019      | Awaken Avex Trax                                | — | JP4 (31 Wo.)JP | — | — | — | — | — | Erstveröffentlichung: 17. April 2019                                                           |
| 2020      | Neo Zone SM Entertainment                       | KR1 ×3Dreifachplatin · (53 Wo.)KR | — | — | — | — | — | US5 (5 Wo.)US | Erstveröffentlichung: 6. März 2020 Verkäufe: + 750.000                                         |
| 2020      | Neo Zone Repackage SM Entertainment             | KR6 Platin · (16 Wo.)KR | — | — | — | — | — | — | Erstveröffentlichung: 14. Mai 2020 Verkäufe: + 250.000                                         |
| 2021      | Sticker SM Entertainment                        | KR1 ×2Doppeldiamant · (29 Wo.)KR | — | DE16 (5 Wo.)DE | AT14 (1 Wo.)AT | CH37 (3 Wo.)CH | UK40 (1 Wo.)UK | US3 (17 Wo.)US | Erstveröffentlichung: 17. September 2021 Verkäufe: + 2.000.000                                 |
| 2021      | Favorite SM Entertainment                       | KR2 ×3Dreifachplatin · (16 Wo.)KR | — | — | — | — | — | — | Erstveröffentlichung: 25. Oktober 2021 Wiederveröffentlichung von Sticker Verkäufe: + 750.000  |
| 2022      | 2 Baddies SM Entertainment                      | KR2 Diamant · (11 Wo.)KR | — | DE65 (2 Wo.)DE | — | CH77 (2 Wo.)CH | — | US3 (5 Wo.)US | Erstveröffentlichung: 16. September 2022 Verkäufe: + 1.000.000                                 |
| 2023      | Ay-Yo: The 4th Album Repackage SM Entertainment | KR1 Diamant · (6 Wo.)KR | JP2 (5 Wo.)JP | — | — | — | — | US13 (2 Wo.)US | Erstveröffentlichung: 30. Januar 2023 Verkäufe: + 1.007.500                                    |
| 2023      | Fact Check SM Entertainment                     | KR1 Diamant · (10 Wo.)KR | JP— GoldJP | — | — | — | — | US16 (2 Wo.)US | Erstveröffentlichung: 6. Oktober 2023 Verkäufe: + 1.100.000                                    |
| 2024      | Walk: The 6th Album SM Entertainment            | KR1 ×3Dreifachplatin · (5 Wo.)KR | — | — | — | — | — | US117 (1 Wo.)US | Erstveröffentlichung: 15. Juli 2024 Verkäufe: + 750.000                                        |
| NCT Dream |                                                 | | | | | | | |                                                                                                |
|           |                                                 | | | | | | | |                                                                                                |
| 2021      | Hot Sauce (맛) SM Entertainment                 | KR1 ×2Doppeldiamant · (79 Wo.)KR | — | — | — | — | — | — | Erstveröffentlichung: 10. Mai 2021 Verkäufe: + 2.000.000                                       |
| 2021      | Hello Future SM Entertainment                   | KR1 Diamant + Platin (KiT) · (60 Wo.)KR | — | — | — | — | — | — | Erstveröffentlichung: 28. Juni 2021 Wiederveröffentlichung von Hot Sauce Verkäufe: + 1.250.000 |
| 2022      | Glitch Mode SM Entertainment                    | KR1 ×2Doppeldiamant · (25 Wo.)KR | — | — | — | — | — | US50 (1 Wo.)US | Erstveröffentlichung: 28. März 2022 Verkäufe: + 2.000.000                                      |
| 2023      | ISTJ: The 3rd Album SM Entertainment            | KR1 ×3×2Dreifachdiamant + Doppelplatin (Nemo) · (10 Wo.)KR                                                                                    | JP2 Gold · (8 Wo.)JP | DE46 (1 Wo.)DE | — | CH80 (1 Wo.)CH | — | US28 (3 Wo.)US | Erstveröffentlichung: 17. Juli 2023 · Verkäufe: + 3.850.000; + KR: Platin (SMC)                |
| 2024      | Dreamscape SM Entertainment                     | KR1 Diamant · (11 Wo.)KR | JP5 (8 Wo.)JP | — | — | — | — | — | Erstveröffentlichung: 11. November 2024 Verkäufe: + 1.000.000                                  |
| WayV      |                                                 | | | | | | | |                                                                                                |
|           |                                                 | | | | | | | |                                                                                                |
| 2020      | Awaken the World Label V, SM Entertainment      | KR3 (16 Wo.)KR | JP19 (1 Wo.)JP | — | — | — | — | — | Erstveröffentlichung: 9. Juni 2020                                                             |
| 2023      | On My Youth Label V, SM Entertainment           | KR4 Platin · (11 Wo.)KR | — | — | — | — | — | — | Erstveröffentlichung: 1. November 2023 Verkäufe: + 250.000                                     |

### Livealben
| Jahr      | Titel Musiklabel                              | Höchstplatzierung, Gesamtwochen, AuszeichnungChartplatzierungen (Jahr, Titel, Musiklabel, Platzierungen, Wochen, Auszeichnungen, Anmerkungen) | Höchstplatzierung, Gesamtwochen, AuszeichnungChartplatzierungen (Jahr, Titel, Musiklabel, Platzierungen, Wochen, Auszeichnungen, Anmerkungen) | Höchstplatzierung, Gesamtwochen, AuszeichnungChartplatzierungen (Jahr, Titel, Musiklabel, Platzierungen, Wochen, Auszeichnungen, Anmerkungen) | Anmerkungen                            |
| Jahr      | Titel Musiklabel                              | KR | JP | US | Anmerkungen                            |
| --------- | --------------------------------------------- | --- | --- | --- | -------------------------------------- |
| NCT 127   |                                               | | | |                                        |
|           |                                               | | | |                                        |
| 2019      | Neo City: Japan – The Origin Avex Trax        | — | — | — | Erstveröffentlichung: 26. Juni 2019    |
| 2019      | Neo City: Seoul – The Origin SM Entertainment | — | — | — | Erstveröffentlichung: 17. Oktober 2019 |
| 2022      | Neo City: Japan – The Link Avex Trax          | — | — | — | Erstveröffentlichung: 28. Oktober 2022 |
| NCT Dream |                                               | | | |                                        |
|           |                                               | | | |                                        |
| 2020      | The Dream Show SM Entertainment               | — | — | — | Erstveröffentlichung: 9. Juni 2020     |

### EPs
| Jahr      | Titel Musiklabel                                       | Höchstplatzierung, Gesamtwochen, AuszeichnungChartplatzierungen (Jahr, Titel, Musiklabel, Platzierungen, Wochen, Auszeichnungen, Anmerkungen) | Höchstplatzierung, Gesamtwochen, AuszeichnungChartplatzierungen (Jahr, Titel, Musiklabel, Platzierungen, Wochen, Auszeichnungen, Anmerkungen) | Höchstplatzierung, Gesamtwochen, AuszeichnungChartplatzierungen (Jahr, Titel, Musiklabel, Platzierungen, Wochen, Auszeichnungen, Anmerkungen) | Höchstplatzierung, Gesamtwochen, AuszeichnungChartplatzierungen (Jahr, Titel, Musiklabel, Platzierungen, Wochen, Auszeichnungen, Anmerkungen) | Höchstplatzierung, Gesamtwochen, AuszeichnungChartplatzierungen (Jahr, Titel, Musiklabel, Platzierungen, Wochen, Auszeichnungen, Anmerkungen) | Anmerkungen                                                                       |
| Jahr      | Titel Musiklabel                                       | KR | JP | AT | CH | US | Anmerkungen                                                                       |
| --------- | ------------------------------------------------------ | --- | --- | --- | --- | --- | --------------------------------------------------------------------------------- |
| NCT 127   |                                                        | | | | | |                                                                                   |
|           |                                                        | | | | | |                                                                                   |
| 2016      | NCT #127 SM Entertainment                              | KR1 (144 Wo.)KR | — | — | — | — | Erstveröffentlichung: 10. Juli 2016                                               |
| 2017      | Limitless SM Entertainment                             | KR1 (147 Wo.)KR | — | — | — | — | Erstveröffentlichung: 6. Januar 2017                                              |
| 2017      | Cherry Bomb SM Entertainment                           | KR2 (116 Wo.)KR | — | — | — | — | Erstveröffentlichung: 14. Juni 2017                                               |
| 2018      | Chain Avex Trax                                        | — | JP2 (22 Wo.)JP | — | — | — | Erstveröffentlichung: 23. Mai 2018                                                |
| 2018      | Up Next Session: NCT 127 Apple Music, SM Entertainment | — | — | — | — | — | Erstveröffentlichung: 22. Oktober 2018                                            |
| 2018      | Regulate SM Entertainment                              | KR2 Platin · (59 Wo.)KR | — | — | — | — | Erstveröffentlichung: 23. November 2018 Verkäufe: + 250.000                       |
| 2019      | We Are Superhuman SM Entertainment                     | KR1 Platin · (47 Wo.)KR | — | — | — | US11 (1 Wo.)US | Erstveröffentlichung: 24. Mai 2019 Verkäufe: + 250.000                            |
| 2020      | Neo Zone: The Final Round SM Entertainment             | KR4 (21 Wo.)KR | — | — | — | — | Erstveröffentlichung: 19. Mai 2020                                                |
| 2021      | Loveholic Avex Trax                                    | — | JP1 Gold · (46 Wo.)JP | — | — | — | Erstveröffentlichung: 17. Februar 2021 Verkäufe: + 100.000                        |
| NCT Dream |                                                        | | | | | |                                                                                   |
|           |                                                        | | | | | |                                                                                   |
| 2017      | We Young SM Entertainment                              | KR2 (94 Wo.)KR | — | — | — | — | Erstveröffentlichung: 17. August 2017                                             |
| 2018      | We Go Up SM Entertainment                              | KR1 Platin · (94 Wo.)KR | — | — | — | — | Erstveröffentlichung: 3. September 2018 Verkäufe: + 250.000                       |
| 2019      | We Boom SM Entertainment                               | KR1 ×2Doppelplatin · (33 Wo.)KR | — | — | — | — | Erstveröffentlichung: 29. Juli 2019 Verkäufe: + 500.000                           |
| 2020      | The Dream Avex Trax                                    | — | JP1 (85 Wo.)JP | — | — | — | Erstveröffentlichung: 22. Januar 2020                                             |
| 2020      | Reload SM Entertainment                                | KR1 ×2Doppelplatin · (58 Wo.)KR | — | — | — | — | Erstveröffentlichung: 29. April 2020 Verkäufe: + 500.000                          |
| 2022      | Beatbox SM Entertainment                               | KR1 Diamant · (17 Wo.)KR | — | — | — | — | Erstveröffentlichung: 30. Mai 2022 Verkäufe: + 1.000.000                          |
| 2022      | Candy – Winter Special Mini Album SM Entertainment     | KR1 Diamant + Platin (SMC) · (15 Wo.)KR | — | — | — | — | Erstveröffentlichung: 19. Dezember 2022 Verkäufe: + 1.250.000                     |
| 2023      | Perfume – The 1st Mini Album SM Entertainment          | KR2 ×2Doppelplatin · (12 Wo.)KR | — | — | — | — | Erstveröffentlichung: 17. April 2023 Verkäufe: + 500.000                          |
| 2024      | Dream()scape SM Entertainment                          | KR1 ×2Doppeldiamant · (9 Wo.)KR | — | AT55 (1 Wo.)AT | CH58 (1 Wo.)CH | — | Erstveröffentlichung: 25. März 2024 Verkäufe: + 2.000.000                         |
| NCT Wish  |                                                        | | | | | |                                                                                   |
|           |                                                        | | | | | |                                                                                   |
| 2024      | Steady SM Entertainment                                | KR1 Platin + Platin (Nemo) · (12 Wo.)KR | — | — | — | — | Erstveröffentlichung: 24. September 2024 Verkäufe: + 500.000                      |
| 2025      | Poppop SM Entertainment                                | KR1 Diamant · (… Wo.)KR | — | — | — | — | Erstveröffentlichung: 14. April 2025 Verkäufe: + 1.000.000                        |
| WayV      |                                                        | | | | | |                                                                                   |
|           |                                                        | | | | | |                                                                                   |
| 2019      | Take Off Label V, SM Entertainment                     | — | — | — | — | — | Erstveröffentlichung: 9. Mai 2019                                                 |
| 2019      | Take Over the Moon Label V, SM Entertainment           | KR5 (47 Wo.)KR | — | — | — | — | Erstveröffentlichung: 29. Oktober 2019                                            |
| 2020      | Take Over the Moon – Sequel Label V, SM Entertainment  | KR3 (13 Wo.)KR | — | — | — | — | Erstveröffentlichung: 13. März 2020 Wiederveröffentlichung von Take Over the Moon |
| 2021      | Kick Back Label V, SM Entertainment                    | KR1 Platin · (10 Wo.)KR | — | — | — | — | Erstveröffentlichung: 10. März 2021 Verkäufe: + 250.000                           |
| 2022      | Phantom Label V, SM Entertainment                      | KR5 (6 Wo.)KR | — | — | — | — | Erstveröffentlichung: 28. Dezember 2022                                           |
| 2024      | Give Me That Label V, SM Entertainment                 | KR1 Platin · (7 Wo.)KR | — | — | — | — | Erstveröffentlichung: 3. Juni 2024 Verkäufe: + 250.000                            |
| 2024      | The Highest Avex Trax                                  | — | JP1 (3 Wo.)JP | — | — | — | Erstveröffentlichung: 8. August 2024                                              |
| 2024      | Frequency Label V, SM Entertainment                    | KR2 Platin · (4 Wo.)KR | — | — | — | — | Erstveröffentlichung: 25. November 2024 Verkäufe: + 250.000                       |

### Single-Alben
| Jahr      | Titel Musiklabel                     | Höchstplatzierung, Gesamtwochen, AuszeichnungChartplatzierungen (Jahr, Titel, Musiklabel, Platzierungen, Wochen, Auszeichnungen, Anmerkungen) | Höchstplatzierung, Gesamtwochen, AuszeichnungChartplatzierungen (Jahr, Titel, Musiklabel, Platzierungen, Wochen, Auszeichnungen, Anmerkungen) | Höchstplatzierung, Gesamtwochen, AuszeichnungChartplatzierungen (Jahr, Titel, Musiklabel, Platzierungen, Wochen, Auszeichnungen, Anmerkungen) | Anmerkungen                                                 |
| Jahr      | Titel Musiklabel                     | KR | JP | US | Anmerkungen                                                 |
| --------- | ------------------------------------ | --- | --- | --- | ----------------------------------------------------------- |
| NCT 127   |                                      | | | |                                                             |
|           |                                      | | | |                                                             |
| 2023      | Be There for Me SM Entertainment     | KR1 ×3Dreifachplatin · (10 Wo.)KR | — | — | Erstveröffentlichung: 22. Dezember 2023 Verkäufe: + 750.000 |
| NCT Dream |                                      | | | |                                                             |
|           |                                      | | | |                                                             |
| 2017      | The First SM Entertainment           | KR1 (114 Wo.)KR | — | — | Erstveröffentlichung: 9. Februar 2017                       |
| 2023      | Best Friend Ever Avex Trax           | — | JP1 Platin · (27 Wo.)JP | — | Erstveröffentlichung: 8. Februar 2023 Verkäufe: + 250.000   |
| 2024      | Moonlight Avex Trax                  | — | JP2 (14 Wo.)JP | — | Erstveröffentlichung: 5. Juni 2024                          |
| NCT Wish  |                                      | | | |                                                             |
|           |                                      | | | |                                                             |
| 2024      | Wish Avex Trax, SM Entertainment     | KR1 Platin · (15 Wo.)KR | JP3 Gold · (53 Wo.)JP | — | Erstveröffentlichung: 28. Februar 2024 Verkäufe: + 350.000  |
| 2024      | Songbird Avex Trax, SM Entertainment | KR1 Platin · (11 Wo.)KR | — | — | Erstveröffentlichung: 25. Juni 2024 Verkäufe: + 250.000     |
| 2024      | Wishful Avex Trax, SM Entertainment  | — | JP2 (11 Wo.)JP | — | Erstveröffentlichung: 25. Dezember 2024                     |
| WayV      |                                      | | | |                                                             |
|           |                                      | | | |                                                             |
| 2019      | The Vision Label V, SM Entertainment | — | — | — | Erstveröffentlichung: 17. Januar 2019                       |

## Singles
| Jahr | Titel Album                                             | Höchstplatzierung, Gesamtwochen, AuszeichnungChartplatzierungen (Jahr, Titel, Album, Platzierungen, Wochen, Auszeichnungen, Anmerkungen) | Höchstplatzierung, Gesamtwochen, AuszeichnungChartplatzierungen (Jahr, Titel, Album, Platzierungen, Wochen, Auszeichnungen, Anmerkungen) | Anmerkungen                                                     |
| Jahr | Titel Album                                             | KR | JP | Anmerkungen                                                     |
| --- | ------------------------------------------------------- | --- | --- | --------------------------------------------------------------- |
| NCT |                                                         | | |                                                                 |
| |                                                         | | |                                                                 |
| 2018 | Black On Black NCT 2018 Empathy                         | — | — | Erstveröffentlichung: 2018                                      |
| 2020 | Resonance –                                             | — | — | Erstveröffentlichung: 2020                                      |
| 2021 | Beautiful Universe                                      | KR195 (1 Wo.)KR | — | Erstveröffentlichung: 2021                                      |
| 2023 | Golden Age                                              | — | — | Erstveröffentlichung: 2023                                      |
| NCT 127 |                                                         | | |                                                                 |
| |                                                         | | |                                                                 |
| 2016 | Fire Truck NCT #127                                     | KR103 (3 Wo.)KR | — | Erstveröffentlichung: 7. Juli 2016                              |
| 2017 | Limitless                                               | — | — | Erstveröffentlichung: 5. Januar 2017                            |
| 2017 | Cherry Bomb                                             | KR47 (2 Wo.)KR | — | Erstveröffentlichung: 14. Juni 2016                             |
| 2018 | Touch NCT 2018 Empathy                                  | — | — | Erstveröffentlichung: 14. März 2018                             |
| 2018 | Chain                                                   | — | — | Erstveröffentlichung: 23. Mai 2018                              |
| 2018 | Regular Regular-Irregular                               | KR92 (1 Wo.)KR | — | Erstveröffentlichung: 12. Oktober 2018                          |
| 2018 | Simon Says Regulate                                     | — | — | Erstveröffentlichung: 23. November 2018                         |
| 2019 | Let’s Shut Up & Dance –                                 | — | — | Erstveröffentlichung: 22. Februar 2019 mit Lay und Jason Derulo |
| 2019 | So Am I –                                               | — | — | Erstveröffentlichung: 7. März 2019 Ava Max feat. NCT 127        |
| 2019 | Wakey-Wakey Awaken                                      | — | — | Erstveröffentlichung: 18. März 2019                             |
| 2019 | Superhuman We Are Superhuman                            | KR117 (3 Wo.)KR | — | Erstveröffentlichung: 24. Mai 2019                              |
| 2019 | Highway to Heaven (Englische Version) We Are Superhuman | — | — | Erstveröffentlichung: 18. Juli 2019                             |
| 2020 | Kick It Neo Zone                                        | KR21 (9 Wo.)KR | — | Erstveröffentlichung: 6. März 2020 Verkäufe: + 20.000           |
| 2020 | Punch Neo Zone: The Final Round                         | KR5 (3 Wo.)KR | — | Erstveröffentlichung: 22. Mai 2020                              |
| 2021 | First Love Loveholic                                    | — | — | Erstveröffentlichung: 2021                                      |
| 2021 | Gimme Gimme Loveholic                                   | — | — | Erstveröffentlichung: 2021                                      |
| 2021 | Sticker                                                 | KR5 (5 Wo.)KR | — | Erstveröffentlichung: 17. September 2021                        |
| 2021 | Favorite (Vampire) Favorite                             | KR2 (4 Wo.)KR | — | Erstveröffentlichung: 25. Oktober 2021                          |
| 2021 | Save –                                                  | KR191 (1 Wo.)KR | — | Erstveröffentlichung: 2021 mit Amoeba Culture                   |
| 2022 | 2 Baddies                                               | KR8 (5 Wo.)KR | — | Erstveröffentlichung: 16. September 2022                        |
| 2023 | Ay-Yo                                                   | KR1 (5 Wo.)KR | — | Erstveröffentlichung: 2023                                      |
| 2023 | Fact Check                                              | KR2 (6 Wo.)KR | — | Erstveröffentlichung: 2023                                      |
| 2023 | Be There for Me                                         | KR1 (5 Wo.)KR | — | Erstveröffentlichung: 2023                                      |
| 2024 | Colors –                                                | — | — | Erstveröffentlichung: 2024                                      |
| 2024 | Walk (삐그덕) Walk                                      | KR1 (7 Wo.)KR | — | Erstveröffentlichung: 2024                                      |
| NCT Dream |                                                         | | |                                                                 |
| |                                                         | | |                                                                 |
| 2016 | Chewing Gum The First                                   | KR144 (1 Wo.)KR | — | Erstveröffentlichung: 24. August 2016                           |
| 2017 | My First and Last NCT 2018 Empathy                      | KR89 (1 Wo.)KR | — | Erstveröffentlichung: 7. Februar 2017                           |
| 2017 | We Young                                                | — | — | Erstveröffentlichung: 17. August 2017                           |
| 2017 | Joy S.M. Station Season 2                               | KR153 (1 Wo.)KR | — | Erstveröffentlichung: 15. Dezember 2017                         |
| 2018 | Go NCT 2018 Empathy                                     | — | — | Erstveröffentlichung: 2018                                      |
| 2018 | We Go Up                                                | KR73 (1 Wo.)KR | — | Erstveröffentlichung: 3. September 2018                         |
| 2019 | Boom We Boom                                            | KR90 (1 Wo.)KR | — | Erstveröffentlichung: 25. Juli 2019                             |
| 2020 | Ridin Reload                                            | KR17 (4 Wo.)KR | — | Erstveröffentlichung: 24. April 2020                            |
| 2021 | Hot Sauce (맛) Hot Sauce                                | KR1 (8 Wo.)KR | — | Erstveröffentlichung: 10. Mai 2021                              |
| 2021 | Hello Future                                            | KR6 (3 Wo.)KR | — | Erstveröffentlichung: 2021                                      |
| 2022 | Glitch Mode                                             | KR2 (10 Wo.)KR | — | Erstveröffentlichung: 1. April 2022                             |
| 2022 | Beatbox                                                 | KR1 (7 Wo.)KR | — | Erstveröffentlichung: 27. Mai 2022                              |
| 2022 | Candy                                                   | KR3 (50 Wo.)KR | — | Erstveröffentlichung: 16. Dezember 2022                         |
| 2023 | Perfume Perfume – The 1st Mini Album                    | KR4 (6 Wo.)KR | — | Erstveröffentlichung: 16. April 2023                            |
| 2023 | Best Friend Ever                                        | — | JP1 (27 Wo.)JP | Erstveröffentlichung: 2023                                      |
| 2023 | Broken Melodies ISTJ                                    | KR28 (10 Wo.)KR | — | Erstveröffentlichung: 18. Juni 2023                             |
| 2023 | ISTJ                                                    | KR2 (10 Wo.)KR | — | Erstveröffentlichung: 2023                                      |
| 2024 | Smoothie Dream()Scape                                   | KR3 (3 Wo.)KR | — | Erstveröffentlichung: 25. März 2024                             |
| 2024 | Moonlight                                               | — | JP2 (38 Wo.)JP | Erstveröffentlichung: 2024                                      |
| 2024 | Rains in Heaven Dreamscape                              | KR155 (1 Wo.)KR | — | Erstveröffentlichung: 2024                                      |
| 2024 | Flying Kiss Dreamscape                                  | — | — | Erstveröffentlichung: 2024                                      |
| 2024 | When I’m with You Dreamscape                            | KR8 (2 Wo.)KR | — | Erstveröffentlichung: 2024                                      |
| NCT U |                                                         | | |                                                                 |
| |                                                         | | |                                                                 |
| 2016 | The 7th Sense NCT 2018 Empathy                          | KR111 (2 Wo.)KR | — | Erstveröffentlichung: 8. April 2016                             |
| 2016 | Without You NCT 2018 Empathy                            | KR126 (2 Wo.)KR | — | Erstveröffentlichung: 10. April 2016                            |
| 2018 | Boss NCT 2018 Empathy                                   | KR97 (1 Wo.)KR | — | Erstveröffentlichung: 19. Februar 2018                          |
| 2018 | Baby Don’t Stop NCT 2018 Empathy                        | — | — | Erstveröffentlichung: 27. Februar 2018                          |
| 2018 | Yesterday NCT 2018 Empathy                              | — | — | Erstveröffentlichung: 2018                                      |
| 2020 | Make a Wish NCT 2020 Resonance Pt. 1                    | KR14 (8 Wo.)KR | — | Erstveröffentlichung: 16. Oktober 2020                          |
| 2020 | From Home NCT 2020 Resonance Pt. 1                      | KR92 (2 Wo.)KR | — | Erstveröffentlichung: 23. Oktober 2020                          |
| 2020 | 90’s Love NCT 2020 Resonance Pt. 2                      | KR84 (2 Wo.)KR | — | Erstveröffentlichung: 27. November 2020                         |
| 2020 | Work It NCT 2020 Resonance Pt. 2                        | KR123 (1 Wo.)KR | — | Erstveröffentlichung: 27. November 2020                         |
| 2021 | Universe (Let’s Play Ball) Universe                     | KR86 (1 Wo.)KR | — | Erstveröffentlichung: 10. Dezember 2021                         |
| 2023 | Baggy Jeans Golden Age                                  | KR49 (11 Wo.)KR | — | Erstveröffentlichung: 2023                                      |
| WayV |                                                         | | |                                                                 |
| |                                                         | | |                                                                 |
| 2019 | Regular The Vision                                      | — | — | Erstveröffentlichung: 17. Januar 2019                           |
| 2019 | Take Off                                                | — | — | Erstveröffentlichung: 9. Mai 2019                               |
| 2019 | Moonwalk (天选之城) Take Over the Moon                  | — | — | Erstveröffentlichung: 2019                                      |
| 2019 | Love Talk Take Over the Moon                            | — | — | Erstveröffentlichung: 2019                                      |
| 2020 | Turn Back Time (超时空 回) Awaken the World             | — | — | Erstveröffentlichung: 2020                                      |
| 2020 | Bad Alive (Englische Version) Awaken the World          | — | — | Erstveröffentlichung: 2020                                      |
| 2021 | Kick Back (秘境) Kick Back                              | — | — | Erstveröffentlichung: 2021                                      |
| 2021 | Back to You (这时烟火) Back to You                      | — | — | Erstveröffentlichung: 2021                                      |
| 2021 | Low Low –                                               | — | — | Erstveröffentlichung: 2021                                      |
| 2022 | Phantom                                                 | — | — | Erstveröffentlichung: 2022                                      |
| 2023 | Welcome to My Paradise –                                | — | — | Erstveröffentlichung: 2023                                      |
| 2023 | On My Youth (遗憾效应) On My Youth                      | — | — | Erstveröffentlichung: 2023                                      |
| 2024 | Give Me That                                            | — | — | Erstveröffentlichung: 2024                                      |
| 2024 | Go Higher The Highest                                   | — | — | Erstveröffentlichung: 2024                                      |
| 2024 | High Five Frequency                                     | — | — | Erstveröffentlichung: 2024                                      |
| 2024 | Frequency                                               | — | — | Erstveröffentlichung: 2024                                      |
| Folgende Lieder erschienen nicht als Single, wurden aber durch das Album zum Download und Streaming bereitgestellt und konnten somit eine Platzierung erlangen: |                                                         | | |                                                                 |
| |                                                         | | |                                                                 |
| NCT 127 |                                                         | | |                                                                 |
| |                                                         | | |                                                                 |
| 2020 | Elevator (127F) Neo Zone                                | KR116 (4 Wo.)KR | — | Charteinstieg: 13. März 2020                                    |
| 2020 | Boom (꿈) Neo Zone                                      | KR132 (4 Wo.)KR | — | Charteinstieg: 13. März 2020                                    |
| 2020 | Pandora’s Box (낮잠) Neo Zone                           | KR137 (4 Wo.)KR | — | Charteinstieg: 13. März 2020                                    |
| 2020 | Day Dream (白日夢) Neo Zone                             | KR148 (3 Wo.)KR | — | Charteinstieg: 13. März 2020                                    |
| 2020 | Mad Dog (뿔) Neo Zone                                   | KR197 (1 Wo.)KR | — | Charteinstieg: 13. März 2020                                    |
| 2020 | Sit Down! Neo Zone                                      | KR191 (3 Wo.)KR | — | Charteinstieg: 13. März 2020                                    |
| 2020 | Love Me Now (메아리) Neo Zone                           | KR141 (4 Wo.)KR | — | Charteinstieg: 13. März 2020                                    |
| 2020 | Love Song (우산) Neo Zone                               | KR135 (4 Wo.)KR | — | Charteinstieg: 13. März 2020                                    |
| 2020 | White Night (백야) Neo Zone                             | KR176 (3 Wo.)KR | — | Charteinstieg: 13. März 2020                                    |
| 2020 | Not Alone Neo Zone                                      | KR193 (2 Wo.)KR | — | Charteinstieg: 13. März 2020                                    |
| 2020 | Dreams Come True Neo Zone                               | KR196 (2 Wo.)KR | — | Charteinstieg: 13. März 2020                                    |
| 2020 | NonStop Neo Zone: The Final Round                       | KR164 (2 Wo.)KR | — | Charteinstieg: 13. März 2020                                    |
| 2020 | Music, Dance NCT 2020 Resonance Pt. 1                   | KR181 (1 Wo.)KR | — | Charteinstieg: 16. Oktober 2020                                 |
| 2021 | Lemonade Sticker                                        | KR60 (3 Wo.)KR | — | Charteinstieg: 24. September 2021                               |
| 2021 | Breakfast Sticker                                       | KR109 (2 Wo.)KR | — | Charteinstieg: 24. September 2021                               |
| 2021 | Focus (같은 시선) Sticker                               | KR118 (2 Wo.)KR | — | Charteinstieg: 24. September 2021                               |
| 2021 | The Rainy Night (내일의 나에게) Sticker                 | KR102 (2 Wo.)KR | — | Charteinstieg: 24. September 2021                               |
| 2021 | Far Sticker                                             | KR135 (1 Wo.)KR | — | Charteinstieg: 24. September 2021                               |
| 2021 | Bring the Noize Sticker                                 | KR147 (1 Wo.)KR | — | Charteinstieg: 24. September 2021                               |
| 2021 | Magic Carpet Ride Sticker                               | KR127 (2 Wo.)KR | — | Charteinstieg: 24. September 2021                               |
| 2021 | Road Trip Sticker                                       | KR95 (3 Wo.)KR | — | Charteinstieg: 24. September 2021                               |
| 2021 | Dreamer Sticker                                         | KR110 (2 Wo.)KR | — | Charteinstieg: 24. September 2021                               |
| 2021 | Promise You (다시 만나는 날) Sticker                    | KR120 (2 Wo.)KR | — | Charteinstieg: 24. September 2021                               |
| 2021 | Love on the Floor Favorite                              | KR114 (2 Wo.)KR | — | Charteinstieg: 29. Oktober 2021                                 |
| 2021 | Pilot Favorite                                          | KR131 (2 Wo.)KR | — | Charteinstieg: 29. Oktober 2021                                 |
| 2022 | Faster 2 Baddies                                        | KR129 (2 Wo.)KR | — | Charteinstieg: 23. September 2022                               |
| 2022 | Crash Landing (불시착) 2 Baddies                        | KR188 (1 Wo.)KR | — | Charteinstieg: 23. September 2022                               |
| 2022 | Designer 2 Baddies                                      | KR167 (1 Wo.)KR | — | Charteinstieg: 23. September 2022                               |
| 2022 | Gold Dust (윤슬) 2 Baddies                              | KR111 (2 Wo.)KR | — | Charteinstieg: 23. September 2022                               |
| 2022 | Black Clouds (흑백 영화) 2 Baddies                      | KR157 (1 Wo.)KR | — | Charteinstieg: 23. September 2022                               |
| 2022 | LOL (Laugh-Out-Loud) 2 Baddies                          | KR191 (1 Wo.)KR | — | Charteinstieg: 23. September 2022                               |
| 2023 | DJ Ay-Yo                                                | KR105 (3 Wo.)KR | — | Charteinstieg: 3. Februar 2023                                  |
| 2023 | Skyscraper (마천루) Ay-Yo                               | KR127 (2 Wo.)KR | — | Charteinstieg: 3. Februar 2023                                  |
| 2023 | Space (무중력) Fact Check                               | KR136 (1 Wo.)KR | — | Charteinstieg: 13. Oktober 2023                                 |
| 2023 | Parade (행진) Fact Check                                | KR189 (1 Wo.)KR | — | Charteinstieg: 13. Oktober 2023                                 |
| 2023 | Angel Eyes Fact Check                                   | KR151 (1 Wo.)KR | — | Charteinstieg: 13. Oktober 2023                                 |
| 2023 | Home Alone (나 홀로 집에) Be There for Me               | KR139 (1 Wo.)KR | — | Charteinstieg: 22. Dezember 2023                                |
| 2024 | Pricey Walk                                             | KR200 (1 Wo.)KR | — | Charteinstieg: 15. Juli 2024                                    |
| 2024 | Meaning of Love (사랑한다는 말의 뜻을 알아가자) Walk    | KR137 (3 Wo.)KR | — | Charteinstieg: 15. Juli 2024                                    |
| NCT Dream |                                                         | | |                                                                 |
| |                                                         | | |                                                                 |
| 2020 | Quiet Down Reload                                       | KR131 (2 Wo.)KR | — | Charteinstieg: 8. Mai 2020                                      |
| 2020 | 7 Days (내게 말해줘) Reload                             | KR97 (2 Wo.)KR | — | Charteinstieg: 8. Mai 2020                                      |
| 2020 | Love Again (사랑은 또다시) Reload                       | KR117 (2 Wo.)KR | — | Charteinstieg: 8. Mai 2020                                      |
| 2020 | Puzzle Piece (너의 자리) Reload                         | KR115 (2 Wo.)KR | — | Charteinstieg: 8. Mai 2020                                      |
| 2020 | Déjà Vu NCT 2020 Resonance Pt. 1                        | KR123 (1 Wo.)KR | — | Charteinstieg: 16. Oktober 2020                                 |
| 2021 | Diggity Hot Sauce                                       | KR107 (2 Wo.)KR | — | Charteinstieg: 14. Mai 2021                                     |
| 2021 | Dive Into You Hot Sauce                                 | KR76 (8 Wo.)KR | — | Charteinstieg: 14. Mai 2021                                     |
| 2021 | My Youth Hot Sauce                                      | KR88 (3 Wo.)KR | — | Charteinstieg: 14. Mai 2021                                     |
| 2021 | Rocket Hot Sauce                                        | KR108 (3 Wo.)KR | — | Charteinstieg: 14. Mai 2021                                     |
| 2021 | Countdown (3,2,1) Hot Sauce                             | KR114 (2 Wo.)KR | — | Charteinstieg: 14. Mai 2021                                     |
| 2021 | ANL Hot Sauce                                           | KR110 (3 Wo.)KR | — | Charteinstieg: 14. Mai 2021                                     |
| 2021 | Irreplaceable Hot Sauce                                 | KR100 (4 Wo.)KR | — | Charteinstieg: 14. Mai 2021                                     |
| 2021 | Be There for You Hot Sauce                              | KR112 (3 Wo.)KR | — | Charteinstieg: 14. Mai 2021                                     |
| 2021 | Rainbow Hot Sauce                                       | KR123 (2 Wo.)KR | — | Charteinstieg: 14. Mai 2021                                     |
| 2021 | Bungee Hello Future                                     | KR119 (2 Wo.)KR | — | Charteinstieg: 2. Juli 2021                                     |
| 2021 | Life Is Still Going On (오르골) Hello Future            | KR105 (3 Wo.)KR | — | Charteinstieg: 2. Juli 2021                                     |
| 2022 | Fire Alarm Glitch Mode                                  | KR112 (2 Wo.)KR | — | Charteinstieg: 1. April 2022                                    |
| 2022 | Arcade Glitch Mode                                      | KR96 (4 Wo.)KR | — | Charteinstieg: 1. April 2022                                    |
| 2022 | It’s Yours (너를 위한 단어) Glitch Mode                 | KR95 (3 Wo.)KR | — | Charteinstieg: 1. April 2022                                    |
| 2022 | Teddy Bear (잘 자) Glitch Mode                          | KR107 (3 Wo.)KR | — | Charteinstieg: 1. April 2022                                    |
| 2022 | Replay (내일 봐) Glitch Mode                            | KR122 (2 Wo.)KR | — | Charteinstieg: 1. April 2022                                    |
| 2022 | Saturday Drip Glitch Mode                               | KR118 (3 Wo.)KR | — | Charteinstieg: 1. April 2022                                    |
| 2022 | Better Than Gold (지금) Glitch Mode                     | KR120 (3 Wo.)KR | — | Charteinstieg: 1. April 2022                                    |
| 2022 | Drive (미니카) Glitch Mode                              | KR106 (4 Wo.)KR | — | Charteinstieg: 1. April 2022                                    |
| 2022 | Never Goodbye (북극성) Glitch Mode                      | KR79 (5 Wo.)KR | — | Charteinstieg: 1. April 2022                                    |
| 2022 | Rewind Glitch Mode                                      | KR109 (3 Wo.)KR | — | Charteinstieg: 1. April 2022                                    |
| 2022 | To My First (마지막 인사) Beatbox                       | KR103 (2 Wo.)KR | — | Charteinstieg: 3. Juni 2022                                     |
| 2022 | Sorry, Heart Beatbox                                    | KR137 (2 Wo.)KR | — | Charteinstieg: 3. Juni 2022                                     |
| 2022 | On the Way (별 밤) Beatbox                              | KR166 (3 Wo.)KR | — | Charteinstieg: 3. Juni 2022                                     |
| 2022 | Graduation Candy                                        | KR54 (4 Wo.)KR | — | Charteinstieg: 23. Dezember 2022                                |
| 2022 | Tangerine Love (Favorite) Candy                         | KR73 (1 Wo.)KR | — | Charteinstieg: 23. Dezember 2022                                |
| 2022 | Take My Breath (입김) Candy                             | KR92 (1 Wo.)KR | — | Charteinstieg: 23. Dezember 2022                                |
| 2022 | Moon (문) Candy                                         | KR87 (1 Wo.)KR | — | Charteinstieg: 23. Dezember 2022                                |
| 2022 | Walk with You (발자국) Candy                            | KR83 (1 Wo.)KR | — | Charteinstieg: 23. Dezember 2022                                |
| 2023 | Yogurt Shake ISTJ                                       | KR84 (9 Wo.)KR | — | Charteinstieg: 18. August 2023                                  |
| 2023 | Skateboard ISTJ                                         | KR135 (1 Wo.)KR | — | Charteinstieg: 11. August 2023                                  |
| 2023 | Blue Wave (파랑) ISTJ                                   | KR97 (3 Wo.)KR | — | Charteinstieg: 21. Juli 2023                                    |
| 2023 | Poison (모래성) ISTJ                                    | KR123 (1 Wo.)KR | — | Charteinstieg: 11. August 2023                                  |
| 2023 | SOS ISTJ                                                | KR139 (3 Wo.)KR | — | Charteinstieg: 21. Juli 2023                                    |
| 2023 | Pretzel (♡) ISTJ                                        | KR145 (3 Wo.)KR | — | Charteinstieg: 21. Juli 2023                                    |
| 2023 | Starry Night (제자리 걸음) ISTJ                         | KR148 (2 Wo.)KR | — | Charteinstieg: 21. Juli 2023                                    |
| 2023 | Like We Just Met ISTJ                                   | KR114 (2 Wo.)KR | — | Charteinstieg: 11. August 2023                                  |
| 2024 | Icantfeelanything Dream()Scape                          | KR126 (1 Wo.)KR | — | Charteinstieg: 2024                                             |
| 2024 | Box Dream()Scape                                        | KR118 (1 Wo.)KR | — | Charteinstieg: 2024                                             |
| 2024 | Carat Cake Dream()Scape                                 | KR141 (1 Wo.)KR | — | Charteinstieg: 2024                                             |
| 2024 | Unknown Dream()Scape                                    | KR104 (2 Wo.)KR | — | Charteinstieg: 2024                                             |
| 2024 | Breathing (숨) Dream()Scape                             | KR133 (1 Wo.)KR | — | Charteinstieg: 2024                                             |
| NCT U |                                                         | | |                                                                 |
| |                                                         | | |                                                                 |
| 2020 | Misfit NCT 2020 Resonance Pt. 1                         | KR130 (1 Wo.)KR | — | Charteinstieg: 16. Oktober 2020                                 |
| 2020 | Volcano NCT 2020 Resonance Pt. 1                        | KR168 (1 Wo.)KR | — | Charteinstieg: 16. Oktober 2020                                 |
| 2020 | Dancing in the Rain NCT 2020 Resonance Pt. 1            | KR188 (1 Wo.)KR | — | Charteinstieg: 16. Oktober 2020                                 |
| 2020 | Faded in My Last Song NCT 2020 Resonance Pt. 1          | KR186 (1 Wo.)KR | — | Charteinstieg: 16. Oktober 2020                                 |
| NCT Wish |                                                         | | |                                                                 |
| |                                                         | | |                                                                 |
| 2024 | Songbird                                                | KR196 (1 Wo.)KR | JP3 (37 Wo.)JP | Charteinstieg: 28. Juni 2024                                    |
| 2024 | Dunk Shot Steady                                        | KR131 (2 Wo.)KR | — | Charteinstieg: 27. September 2024                               |
| 2024 | Steady                                                  | KR74 (3 Wo.)KR | — | Charteinstieg: 27. September 2024                               |

## Videoalben und Musikvideos

### Videoalben
| Jahr      | Titel                                        | Höchstplatzierung, Gesamtwochen, AuszeichnungChartsChartplatzierungen (Jahr, Titel, Platzierungen, Wochen, Auszeichnungen, Anmerkungen) | Anmerkungen                             |
| Jahr      | Titel                                        | JP | Anmerkungen                             |
| --------- | -------------------------------------------- | --- | --------------------------------------- |
| NCT       |                                              | |                                         |
|           |                                              | |                                         |
| 2018      | NCT 2019 Season’s Greetings                  | — | Erstveröffentlichung: 30. November 2018 |
| 2023      | NCT Life in Chuncheon & Hongcheon DVD BOX    | JP8 (2 Wo.)JP | Erstveröffentlichung: 30. Juni 2023     |
| NCT 127   |                                              | |                                         |
|           |                                              | |                                         |
| 2019      | NCT 127 2019 Summer Vacation Kit             | — | Erstveröffentlichung: 14. Juni 2019     |
| 2019      | NCT 127 1st Tour ’Neo City:Japan-The Origin’ | JP2 (40 Wo.)JP | Erstveröffentlichung: 26. Juni 2019     |
| 2019      | NCT 127 ’Hello! #Seoul’                      | — | Erstveröffentlichung: 17. Juli 2019     |
| 2019      | NCT 127 2020 Season’s Greetings              | — | Erstveröffentlichung: 13. Dezember 2019 |
| NCT Dream |                                              | |                                         |
|           |                                              | |                                         |
| 2019      | NCT Dream 2019 Summer Vacation Kit           | — | Erstveröffentlichung: 14. Juni 2019     |
| 2019      | NCT Dream 2020 Season’s Greetings            | — | Erstveröffentlichung: 13. Dezember 2019 |
| WayV      |                                              | |                                         |
|           |                                              | |                                         |
| 2019      | WayV 2019 Summer Vacation Kit                | — | Erstveröffentlichung: 14. Juni 2019     |
| 2019      | WayV 2020 Season’s Greetings                 | — | Erstveröffentlichung: 13. Dezember 2019 |

### Musikvideos
| Jahr | Titel                                              | Regie                             |
| ---- | -------------------------------------------------- | --------------------------------- |
| 2016 | The 7th Sense (일곱 번째 감각)                     | Jo Beom-jin (VM Project)          |
| 2016 | Without You                                        | Kim Beomchul (Vegetarian Pitbull) |
| 2016 | Without You (Chinesische Version)                  | Kim Beomchul (Vegetarian Pitbull) |
| 2016 | Fire Truck (소방차)                                | Kim Ho-bin                        |
| 2016 | Taste The Feeling                                  | Jo Beom-jin (VM Project)          |
| 2016 | Chewing Gum                                        | Kim Ja-kyung (Flexible Pictures)  |
| 2016 | Chewing Gum (泡泡糖)                               | Kim Ja-kyung (Flexible Pictures)  |
| 2016 | Chewing Gum (Hoverboard Performance Video)         | Kim Beomchul (Vegetarian Pitbull) |
| 2016 | Good Thing!                                        | Kim Yong-soo (HighQualityFish)    |
| 2016 | Switch                                             | –                                 |
| 2017 | 無限的我 (무한적아; Limitless) Performance Version | Kim Ja-kyoung (Flexible Pictures) |
| 2017 | 無限的我 (무한적아; Limitless) Rough Version       | Seong Chang-won                   |
| 2017 | My First and Last (마지막 첫사랑)                  | Shin Hee-won                      |
| 2017 | My First and Last (最後的初戀)                     | Shin Hee-won                      |
| 2017 | Cherry Bomb                                        | Oui Kim (GDW, Mother)             |
| 2017 | We Young                                           | Videokid                          |
| 2017 | We Young (青春漾)                                  | Videokid                          |
| 2017 | Limitless                                          | Kim Woo-je (ETUI Collective)      |
| 2017 | Joy                                                | –                                 |
| 2018 | Timeless (텐데..)                                  | Sunghwi (nvrmnd)                  |
| 2018 | Boss                                               | Oui Kim (GDW, Mother)             |
| 2018 | Baby Don’t Stop                                    | Oui Kim (GDW, Mother)             |
| 2018 | Go                                                 | Jindoya Makes                     |
| 2018 | Touch                                              | Oui Kim (GDW, Mother)             |
| 2018 | Yesterday                                          | Daniel Jon                        |
| 2018 | Black on Black                                     | Kim Woo-je (ETUI Collective)      |
| 2018 | Chain                                              | Roh Sang-yoon (filmbyteam)        |
| 2018 | We Go Up                                           | Lee Jun-woo (Salt Film)           |
| 2018 | We Go Up (青春接力)                                | Lee Jun-woo (Salt Film)           |
| 2018 | Regular (Englische Version)                        | Kim Woo-je (ETUI Collective)      |
| 2018 | Regular                                            | Kim Woo-je (ETUI Collective)      |
| 2018 | Simon Says                                         | Paranoid Paradigm (VM Project)    |
| 2018 | Fly Away with Me (신기루)                          | NCT 127                           |
| 2018 | Candle Light                                       | Lee In-hoon (Salt Film)           |
| 2019 | Regular (理所当然)                                 | Rigend Film Studio                |
| 2019 | Dream Launch (梦想发射计划)                        | Bang Jae-yeob                     |
| 2019 | Wakey-Wakey                                        | Wani                              |
| 2019 | Take Off (无翼而飞)                                | Oui Kim                           |
| 2019 | Let Me Love U (爱不释手)                           | WayV                              |
| 2019 | Superhuman                                         | Rigend Film Studio                |
| 2019 | Don’t Need Your Love                               | Roh Sang-yoon (filmbyteam)        |
| 2019 | Highway to Heaven                                  | Jindoya Makes                     |
| 2019 | Boom                                               | Lee Jun-woo (Salt Film)           |
| 2019 | Moonwalk (天选之城)                                | O (Shin Hee-won)                  |
| 2019 | Love Talk                                          | O (Shin Hee-won)                  |
| 2019 | Coming Home                                        | Yoo Sung-kyun (Sunny Visual)      |
| 2020 | Kick It (英雄;영웅)                                | Oui Kim                           |
| 2020 | Ridin’                                             | Kwon Yong-soo (Saccharin Film)    |
| 2020 | Punch                                              | Yoon Seok-young (GDW, Mother)     |
| 2020 | Turn Back Time (超越时空)                          | Paranoid Paradigm (VM Project)    |
| 2020 | Turn Back Time (Koreanische Version)               | Paranoid Paradigm (VM Project)    |
| 2020 | Bad Alive (English Version)                        | YUA (FlipEvil)                    |
| 2020 | Make a Wish (Birthday Song)                        | Jindoya Makes                     |
| 2020 | From Home                                          | YUA (FlipEvil)                    |
| 2020 | 90’s Love                                          | Oui Kim                           |
| 2020 | Work It                                            | Park Soo-bin                      |
| 2020 | Resonance                                          | Oui Kim                           |
| 2021 | Gimme Gimme                                        | Bang Jae-yeob                     |
| 2021 | Kick Back (秘境)                                   | Ha Jung-hoon (SushiVisual)        |
| 2021 | Hot Sauce (맛)                                     | Ha Jung-hoon (SushiVisual)        |
| 2021 | Save                                               | Kim Woo-je (ETUI Collective)      |
| 2021 | Back To You                                        | –                                 |
| 2021 | Back To You (Englische Version)                    | –                                 |
| 2021 | Hello Future                                       | 725 (SL8 Visual Lab)              |
| 2021 | Low Low                                            | Chung Ki-youl (DigiPedi)          |
| 2021 | Jalapeño                                           | Kim In-tae (AFF)                  |
| 2021 | Sticker                                            | Oui Kim                           |
| 2021 | Favorite (Vampire)                                 | Yeom Woo-jin                      |
| 2021 | Universe (Let’s Play Ball)                         | Paranoid Paradigm (VM Project)    |
| 2021 | Beautiful                                          | Kim Hyun-soo (Segaji Video)       |
| 2022 | Glitch Mode                                        | Oui Kim                           |
| 2022 | Beatbox                                            | Kim In-tae (AFF)                  |
| 2022 | Rain Day                                           | Yeom Woo-jin                      |
| 2022 | 2 Baddies                                          | Jindoya Makes                     |
| 2022 | Candy                                              | 725 (SL8 Visual Lab)              |
| 2022 | Phantom                                            | Jason Kim (FlipEvil)              |
| 2023 | Ay-Yo                                              | Lee In-hoon (Segaji Video)        |
| 2023 | Best Friend Ever                                   | Sam Son (HighQualityFish)         |
| 2023 | Perfume                                            | Lee Hyein (2eehyeinfilm)          |
| 2023 | Broken Melodies                                    | Oui Kim                           |
| 2023 | ISTJ                                               | Lee Hyein (2eehyeinfilm)          |
| 2023 | Golden Age                                         | Kim Min-jae                       |
| 2023 | Baggy Jeans                                        | Paranoid Paradigm (VM Project)    |
| 2023 | N.Y.C.T                                            | Yunah Sheep                       |
| 2023 | Fact Check                                         | Jason Kim (FlipEvil)              |
| 2023 | On My Youth                                        | Kim Hyun-soo (Segaji Video)       |

## Statistik

### Chartauswertung
|                     | KR     | JP     | DE    | AT    | CH    | UK    | US     |
| ------------------- | ------ | ------ | ----- | ----- | ----- | ----- | ------ |
| Nummer-eins-Alben   | KR32KR | JP6JP  | DE—DE | AT—AT | CH—CH | UK—UK | US—US  |
| Top-10-Alben        | KR46KR | JP14JP | DE—DE | AT—AT | CH—CH | UK—UK | US4US  |
| Alben in den Charts | KR46KR | JP15JP | DE3DE | AT1AT | CH4CH | UK1UK | US13US |

|                       | KR      | JP    |
| --------------------- | ------- | ----- |
| Nummer-eins-Singles   | KR4KR   | JP1JP |
| Top-10-Singles        | KR15KR  | JP3JP |
| Singles in den Charts | KR132KR | JP3JP |

|                          | JP    |
| ------------------------ | ----- |
| Nummer-eins-Videoalben   | JP—JP |
| Top-10-Videoalben        | JP2JP |
| Videoalben in den Charts | JP2JP |

### Auszeichnungen für Musikverkäufe
| Goldene Schallplatte - Brasilien - 2024: für die Single Kick It - Portugal - 2023: für das Album Ay-Yo: The 4th Album Repackage |

Anmerkung: Auszeichnungen in Ländern aus den Charttabellen bzw. Chartboxen sind in ebendiesen zu finden.
| Land/RegionAuszeichnungen für Musikverkäufe (Land/Region, Auszeichnungen, Verkäufe, Quellen) | Gold     | Platin       | Diamant       | Verkäufe   | Quellen             |
| -------------------------------------------------------------------------------------------- | -------- | ------------ | ------------- | ---------- | ------------------- |
| Brasilien (PMB)                                                                              | Gold1    | —            | —             | 20.000     | pro-musicabr.org.br |
| Japan (RIAJ)                                                                                 | 4× Gold4 | Platin1      | —             | 650.000    | riaj.or.jp          |
| Portugal (AFP)                                                                               | Gold1    | —            | —             | 7.500      | Einzelnachweise     |
| Südkorea (KMCA)                                                                              | —        | 38× Platin38 | 23× Diamant23 | 32.500.000 | circlechart.kr      |
| Insgesamt                                                                                    | 6× Gold6 | 39× Platin39 | 23× Diamant23 |            |                     |